# IATI Seguros
IATI Seguros é uma corretora ou agência de seguros com uma longa tradição, associada a quatro gerações da família Calzado, que foram os diretores em Espanha das companhias de seguros britânicas  London & Lancashire, Standard Life, Sun Life e Standard Marine desde 1885.
Muito ligados ao sector dos seguros da indústria têxtil catalã, durante o século XIX e XX, expandiram-se por toda a Espanha após ter terminado a Guerra Civil, destacando-se como diretores de companhias de seguros inglesas em Espanha.
Em 2000, a corretora familiar Calzado Desvalls Correduría de Seguros, S.L. associou-se a Goudse Verzekeringen para os seguros de viagens, sendo o seu nome comercial ISIS que posteriormente se transformou em IATI Seguros ao retirar-se a Companhia Goudse Verzekeringen da actividade.  Foi por essa altura que a companhia com o nome de “IATI Calzado Correduría de Seguros, S.L.”,se refundou especializando-se inicialmente no sector de viagens.Perante o desafio digital, IATI foi uma das empresas de seguros pioneiras em incorporar a sua experiência no âmbito da internet e da globalização.

## História
O princípio segurador da família Calzado, remonta a meados do século XIX quando Melquíades Calzado Merino emigrou para Paris, onde trabalhou como agente de câmbios e bolsa e posteriormente como representante de companhias de seguros inglesas associado a Ernst Noble y Barber, que era sogro do poeta Joan Maragall.
Após o casamento de Melquíades Calzado com Mercedes Barret, filha de Francisco Barret y Druet, Decano do Colégio de Advogados de Barcelona, companhias de seguros britânicas, foram os seguradores das principais fábricas do têxtil catalão. Muitos dos poemas de Joan Maragall foram escritos sob o papel timbrado de London&Lancashire.
Inicialmente voltados para o seguro de vida, por motivos do incêndio e destruição da fábrica Mata y Pons durante a noite de 30 de outubro de 1908 e coincidindo com a paragem de Alfonso XIII na colónia Pons, criaram o seguro contra incêndios.
A continuidade da tarefa seguradora, após o falecimento de Ernst Noble y Melquíades Calzado, foi passada ao seu filho Francisco de Asís Calzado Barret que mudou os escritórios para a Rambla de Catalunya 61, que fazia esquina com a rua Aragó. Pouco a pouco Francisco de Asís foi desenvolvendo uma atividade paralela em representação de companhias de seguros marítimas como a Yangtse Ins.Co., a Union AA. Society of Canton, a British Trader´s Ins. Co. Ltd. e a Norske Alliance, que não trabalhavam em Espanha e que precisavam da tramitação e pagamento das avarias detetadas na chegada das mercadorias aos diferentes portos espanhóis.  
Após o incêndio dos armazéns “El Siglo” das Rambles, que ocorreu em 1932, aperfeiçoou-se o Seguro contra Incêndios. A partir de então reunir-se-ia o Círculo de Seguradoras de Barcelona para estudar juntamente com o serviço de bombeiros todos os pormenores dos acidentes e para melhorar os sistemas de extinção e a prevenção.
Do seguro contra incêndios passaram para o seguro contra acidentes, do qual estavam excluídos, numa primeira etapa, as pessoas cujo consumo abusivo de álcool era conhecido, as mulheres e os desportos de risco. Após a Guerra Civil, e o início das viagens de avião, os Calzado também foram pioneiros em Espanha ao atreverem-se com os incipientes seguros da aviação civil.
Devido à sua experiência, Francisco de Asís Calzado Barret, foi convidado a fazer parte de um grupo segurador que devia redigir as primeiras leis sobre o seguro, atividade que continuou em anos posteriores. Devido ao conhecimento do sector dos seguros nas fábricas têxteis foi nomeado Diretor Geral da Mútua Catalã de Incêndios e Acidentes, integrada pela maior parte dos fabricantes têxteis catalães. Esta atividade foi desenvolvida com a colaboração do seu filho Melquíades Calzado de Castro, em paralelo com a direção para Espanha de The London & Lancashire e a direção de Seguros Madrid SA.
Posteriormente, e com a entrada em vigor do Seguro da  Cartão Verde Internacional  para automóveis, as companhias inglesas representadas por Francisco de Asís, solicitaram que atendesse os primeiros turistas ingleses que visitavam a Espanha. Esta obrigava todos os veículos estrangeiros que circulavam fora do seu país a contratar um seguro.  
Francisco de Asís, imerso em numerosas responsabilidades do sector dos seguros, para além da direção da Companhia de Seguros Madrid, S.A. encomendou ao seu filho Juan Ángel dita responsabilidade. No ano de 1962 começa a atividade profissional de  Juan Ángel Calçado de Castro como Comissário de Avarias ou representante de companhias estrangeiras para siniestros de automóveis cobertos pela Carta Verde Internacional. 

## Fusão das companhias britânicas
Para além de diretores das diferentes companhias britânicas ou de intermediários no caso de sinistros, os corretores da família Calzado colaboraram em seguros e resseguros como Alliance, Commercial Union, Guardian, Liverpool London & Lancashire, Globe, Northern, Pearl, Royal e Sun, a Adriática de Trieste, a Báltica de Copenhague, a Nationale e L´União de Paris; a Federale de Zurich e La Unión y el Fénix de Madrid. 
A Norwich União, atual ramo britânico da companhia Aviva, após a Guerra Civil, decidiu liquidar a sua delegação em Espanha. Foram os representantes da família Calzado quem se ocupou da sua liquidação. 
Em 1961 a Companhia The London & Lancashire, que em 1962 celebraria o seu centenário, fundiu-se com  Royal Insurance. A integração da delegação espanhola no grupo Royal atrasou-se, sendo os escritórios de Barcelona de The London & Lancashire a última fusão. 
Quando em 1965 faleceu Francisco de Asis Calzado Barret, os seus filhos Melquíades e Juan Ángel Calzado de Castro assumiram o cargo de Diretores para Espanha da Companhia The London & Lancashire, que se fundiu definitivamente com a Companhia Royal Insurance. A partir desse momento Melquíades Calzado de Castro sucedeu o seu pai na direção de Mutua Catalana de Incêndios e Acidentes, e da Companhia de Seguros Madrid, S. A., para além de continuar com a carteira de seguros do seu pai.
Por outro lado,   Juan Ángel Calçado de Castro, que já tinha a sua própria Corretora de Seguros, criou a Sociedade Juan A. Calzado Comisariado de Averías, S. A., desenvolvendo esta atividade com a representação de variadas companhias estrangeiras em Espanha, para a tramitação de sinistros de automóveis.Posteriormente ampliou a empresa criando uma sociedade em Portugal e outra em Marrocos. A intervenção e gestão desta empresa no trágico acidente do Camping dos Alfaques,   em Sant Carles de la Ràpita, valeu ao seu diretor Juan Ángel Calzado de Castro, a condecoração mais importante do Governo Belga concedida por Sua Majestade o Rei em 1982 “La décoration civile d´Officier De L´ordre De Leopold”.

## IATI  Calçado Correduría de Seguros, S. L.
Posteriormente a Corretora de seguros de Juan Ángel Calzado de Castro, converteu-se na corretora familiar Calzado Desvalls Correduría de Seguros, S. L. No ano de 2000 Alfonso Calzado Desvalls desenvolveu a área de seguros de viagem para os cartões de estudantes, graças ao acordo que conseguiu com Goudse Verzekeringen. O nome comercial deste seguro de viagens foi ISIS, que posteriormente passou para o nome de IATI quando a Companhia Goudse Verzekeringen foi retirada desta atividade seguradora.
Por ser corretora de seguros, IATI negocia com as grandes companhias de seguros do sector, ARAG e ERV. IATI Seguros destaca-se entre os seguros de viagens, embora também disponham de seguros de saúde, lar, vida, veículos e responsabilidade civil.
A Organização de Consumidores e Utilizadores (OCU), no seu relatório de 2009, recomendava-os, assim como a Rede espanhola de Albergues Juvenis.